# Guillaume Thierry
Guillaume Thierry  (* 15. September 1986) ist ein mauritischer Leichtathlet, der im Zehnkampf antritt.
Er zählt seit einigen Jahren zur afrikanischen Elite in dieser Disziplin, wurde 2005 afrikanischer Juniorenmeister und sammelte anschließend bei den drei wichtigsten Großveranstaltungen des Kontinents mehrere Silber- und Bronzemedaillen. Am 12. September 2011 stellte Thierry im Rahmen der Panafrikanischen Spiele im Estádio do Zimpeto der mosambikanischen Hauptstadt Maputo mit 7481 Punkten einen neuen Landesrekord auf.
2006 reiste er zu den Commonwealth Games nach Melbourne und konnte sich dort einen achten Platz erkämpfen. Ungefähr ein halbes Jahr später erreichte er bei den in Bambous auf seiner Heimatinsel ausgetragenen Leichtathletik-Afrikameisterschaften den sechsten Rang. Die Commonwealth Games 2010 in Delhi verliefen für ihn nicht so erfolgreich wie die vorherigen; am Ende belegte er im Gesamtklassement den zwölften Platz.
In seinen Jugendjahren trat Thierry auch als Spezialist im Stabhochsprung an. Mit übersprungenen 4,30 Meter erreichte er bei den Leichtathletik-Jugendweltmeisterschaften 2003 in Sherbrooke den 13. Platz. Drei Jahre später reichten in Bambous 4,20 Meter zum fünften Rang bei den Afrikameisterschaften 2006.